# Sick Note
Sick Note (englisch für Krankmeldung) ist eine britische Comedy-Fernsehserie mit Rupert Grint und Nick Frost, die von Nat Saunders und James Serafinowicz geschrieben und von Matt Lipsey inszeniert wurde. Sie wurde im Vereinigten Königreich auf dem Sender Sky One ab dem 7. November 2017 erstausgestrahlt und startete international am 23. November 2018 auf Netflix.

## Handlung
Daniel Glass ist ein notorischer Lügner und ein schlechter Beziehungspartner, der hauptsächlich in der Bude hockt, raucht und Videospiele zockt. Als er von seinem neuen Arzt Dr. Iain Glennis zunächst die Diagnose Speiseröhrenkrebs, jedoch wenige Tage später die Nachricht erhält, dass diese falsch und er gesund ist, beschließt er, seine Mitmenschen nicht aufzuklären, sondern stattdessen vorzutäuschen, dass er Krebs habe, da sich daraus für ihn Vorteile in seiner Beziehung und auf der Arbeit bei der Krankenversicherung We Cover ergeben. Der inkompetente Arzt lässt sich bereitwillig für diese Scharade einspannen, weil er sich keinen weiteren Fehltritt leisten darf.
Daniels bester Freund Ash, der eine Affäre mit Daniels Freundin Becca hatte, stürzt, Sekunden nachdem er die Wahrheit entdeckt hat, in Daniels Garten scheinbar zu Tode. Glennis inszeniert einen Unfall mit Fahrerflucht, doch als Ash gefunden wird, landet er auf der Intensivstation, wo er zunächst mit dem Locked-in-Syndrom liegt und zum Ende der ersten Staffel schließlich doch stirbt. Dafür steht dann plötzlich Daniels anderer Freund Will vor der Tür, sein Videospielkollege aus Amerika, dem er im Chat die Wahrheit über den falschen Krebs und über Ashs Sturz erzählt hat. Will erpresst Daniel und fordert Geld, das dieser mit Glennis durch einen illegalen Medikamentenverkauf beschafft, doch er stirbt durch die Hand von Daniels neuer Chefin Katerina West, nachdem er ihr die Wahrheit über Daniels angebliche Krankheit enthüllt hat.
Der Polizist Officer Hayward, der im Fall Ash ermittelt, zieht zunächst den Verdacht, dass er von russischen Spionen umgebracht worden sei, dann, dass Daniel und Glennis mit dessen Tod zu tun hatten sowie in einem Drogenring verwickelt sind. Nachdem er vom Fall abgezogen wurde und privat weiter ermittelt, ist er, als Daniel und Glennis von einem Medikamentendealer bedroht werden, undercover als Drogenkäuferin mit dabei, als die Polizei den Ort in einer Razzia stürmt.

## Episodenliste

### Staffel 1
| Nr. | Deutscher Titel    | Originaltitel       | Erstausstrahlung Land | Deutschsprachige Erstausstrahlung (D) |
| --- | ------------------ | ------------------- | --------------------- | ------------------------------------- |
| 1 | Königin der Herzen | Queen of the Hearts | 7. Nov. 2017          | 23. Nov. 2018                         |
| Nachdem Daniels Freundin Becca ihn rausgeworfen hat und ihm bei der Arbeit fast gekündigt wurde, erhält er von dem Arzt Dr. Iain Glennis, der seinen eigentlichen vertritt, die Diagnose Speiseröhrenkrebs, woraufhin er wieder mit Becca zusammenkommt und bei der Arbeit nicht gefeuert werden kann, obwohl er sich auf seinen Boss Kenny West erbrochen hat. Als Dr. Glennis ihm die Nachricht überbringt, dass es eine Fehldiagnose war und er eigentlich gesund ist, entscheidet Daniel sich daher trotzdem, die Wahrheit zu verschweigen, sondern beschließt mit seinem Arzt, vorzutäuschen, dass er Krebs hat und nach einer Zeit geheilt wird. Daniels Freund Ash, der eine Affäre mit Becca hat, schleicht sich über den äußeren Fenstersims an Daniels Wohnung heraus, als er dessen Plan mitanhört, worauf er in den Garten stürzt. |                    |                     |                       |                                       |
| 2 | Eier               | Playing Ball        | 14. Nov. 2017         | 23. Nov. 2018                         |
| Daniel und Dr. Glennis entwickeln den Plan, dass letzterer Ashs Leiche auf einer Straße abladen und einen Unfall mit Fahrerflucht inszenieren soll. Auf dem Weg wird er kurzzeitig von dem Polizisten Hayward angehalten, doch er kann den Plan durchführen. Währenddessen wird, nachdem ein Video davon, wie Daniel sich auf seinen Boss erbricht, publik geworden ist, auf seiner Arbeitsstelle ein Interview mit Reportern durchgeführt, durch das seine angebliche Krankheit öffentlich gemacht wird. Später erfahren Becca und Daniel von Ashs Ehefrau Vanessa, dass dieser gefunden wurde und im Krankenhaus liegt. |                    |                     |                       |                                       |
| 3 | Janina Kolkiewicz  | Janina Kolkiewicz   | 21. Nov. 2017         | 23. Nov. 2018                         |
| Daniel und Dr. Glennis stellen fest, dass dieser versehentlich sein eigenes Handy in Ashs Jacke gesteckt und das von Ash mitgenommen hat. Im Krankenhaus tauscht Glennis die Handys zurück, hat aber selbst einen Unfall, durch den er kurzzeitig im Krankenhaus liegt. In der Arbeit soll Daniel das neue Werbegesicht für We Cover werden, für einen Bonus von 30.000 Pfund. |                    |                     |                       |                                       |
| 4 | Das goldene Korn   | The Golden Grain    | 28. Nov. 2017         | 23. Nov. 2018                         |
| Dr. Glennis gibt Daniel Medizinfläschchen mit Vitamintabletten und hat ihn für eine Infusion als Beginn der Chemotherapie angemeldet, bei der er ihm eine harmlose Lösung verabreichen will. Bei dieser sind überraschend sein Boss und eine Mitarbeiterin sowie ein Fotograf für die Versicherungsfirma anwesend. Während der Sitzung wird Dr. Glennis durch den Polizisten Hayward zu einem Gespräch abgezogen, worauf Mr. West eine Krankenschwester zwingt, den Eingriff durchzuführen, die dabei die tatsächliche Infusion für eine Chemotherapie benutzt. |                    |                     |                       |                                       |
| 5 | Flugmodus          | Airplane Mode       | 5. Dez. 2017          | 23. Nov. 2018                         |
| Ash öffnet ein Auge, aber leidet am Locked-in-Syndrom. Nachdem Daniel und Glennis ihn besucht haben, versteckt letzterer sich im Zimmer, während Officer Hayward Ash mithilfe einer Buchstabentafel befragt. Als Ash KGB buchstabiert, glaubt Hayward, dass dieser von russischen Spionen ermordet wurde und der Fall die nationale Sicherheit betrifft. Daniel und Glennis befinden sich im Bad, als Becca Ash mit der Hand befriedigt, wobei seine Schläuche verrutscht sind, die sie vertauscht wieder einsetzt. Ash hat einen Herzanfall, an dem er stirbt. |                    |                     |                       |                                       |
| 6 | Hühnersuppe        | Chicken Soup        | 12. Dez. 2017         | 23. Nov. 2018                         |
| Becca bemerkt, dass an der Außenwand des Hauses eine Regenrinne verbogen ist(, was von Ashs Sturz herrührt). Weil Daniel auf der Trauerfeier für Ash und danach eine Person in schwarzer Kleidung, die er für Ahs Geist hält, sieht, beschließt er, zur Polizei zu gehen. Doch bevor er dort gestehen kann, erfahren er und Officer Hayward, dass eine Krankenschwester gestanden hat, die Schläuche vertauscht zu haben. Als Glennis Daniel abholt, sieht Hayward, dass dessen Autokennzeichen die Buchstaben „KGB“ enthält. In der Nacht steht plötzlich die Person in schwarzer Kleidung vor Daniels Tür: Es ist Will 5000 aus Amerika, mit dem Daniel beim Videospielzocken gechattet hatte. |                    |                     |                       |                                       |

### Staffel 2
| Nr. | Deutscher Titel                          | Originaltitel                                | Erstausstrahlung Land | Deutschsprachige Erstausstrahlung (D) |
| --- | ---------------------------------------- | -------------------------------------------- | --------------------- | ------------------------------------- |
| 1 | František Kočvara                        | Frantisek Kotzwara                           | 26. Juli 2018         | 23. Nov. 2018                         |
| Will, der wegen eines Bügeleisenunfalls eine Maske trägt, nistet sich auf dem Weg zu einem Termin in Deutschland bei Daniel und Becca ein. Als Vanessa vorbeikommt, erzählt sie Will, dass sie und Ash sich in Daniels Garten kennengelernt haben, worauf Will vorschlägt, dass sie dort Ashs Asche verstreuen soll. Als Will Daniel auf die auf den Garten gerichtete Kamera seines Nachbarn aufmerksam macht, besuchen sie ihn, um die Bilder von Ashs Sturz zu löschen, werden aber vorher von ihm rausgeworfen. Becca kippt Ashs Urne versehentlich ins Spülbecken, wodurch sie die Asche die Wasser vermengt und diese, als Vanessa sie im Garten verstreuen will, als Klumpen auf dem Boden landet. Becca bringt den Nachbarn dazu, ihr die Aufnahmen zu zeigen, doch statt Ashs Sturz sind vor der Kamera Eichhörnchen zu sehen. Michael, dessen Tochter und Linda finden Kenny West in dessen Büro tot durch autoerotische Asphyxie vor. |                                          |                                              |                       |                                       |
| 2 | Tennis                                   | New Balls                                    | 26. Juli 2018         | 23. Nov. 2018                         |
| Kenny Wests Tochter Katerina erbt den Direktionsposten, aber möchte die Firma verkaufen. Daniel will sich von Becca trennen und mit Linda ausgehen, die Interesse an ihm zeigt. Nachdem er Will gesagt hat, dass sie keine richtigen Freunde sind und er verschwinden soll, beschließt Will zu bleiben und fordert von Daniel 10.000 Pfund, damit er Becca nicht die Wahrheit über die gefakte Krankheit und Ashs Sturz erzählt. |                                          |                                              |                       |                                       |
| 3 | Viel Wasser trinken                      | Stay Hydrated                                | 2. Aug. 2018          | 23. Nov. 2018                         |
| Weil Michael die Hintergründe von Kennys Tod geleakt hat, gibt Katerina seinen Posten an Linda weiter. Vanessa schafft es, Ashs Handy zu entsperren, dessen PIN Daniel geändert hatte, aber es fällt ihr in die Toilette. Bevor es den Geist aufgibt, sieht sie darauf eine Nachricht von Becca mit dem Wort „cock“ (englisch für Schwanz als Bezeichnung des Penis). Um an das Geld für Will zu kommen, beschließen Daniel und Glennis, Krebsmedikamente an einen Dealer zu verkaufen, und treffen sich mit Shank, wobei Glennis 18.000 Pfund für sie aushandelt. Nachdem Becca Will geküsst hat, reißt sie ihm später die Maske vom Gesicht und entdeckt dabei, dass dieses völlig heil ist, worauf er abhaut. |                                          |                                              |                       |                                       |
| 4 | Breaking Bad                             | Braking Bad                                  | 2. Aug. 2018          | 23. Nov. 2018                         |
| Nachdem Ashs Wagen in der Nähe gefunden wurde, bezichtigt Vanessa Becca der Affäre mit ihm, die wiederum gerade entdeckt hat, dass sie schwanger ist. Während Daniel wegen Wills Drohungen das Land verlassen will, taucht sein Vater betrunken bei We Cover auf. Als Daniel ihn abholen kommt, kreuzt auch Will auf, der wieder abhaut, als er Wests Adresse herausfindet. Weil sie glauben, dass Will die Autoschlüssel von Daniels Vater gestohlen hat, schneidet Glennis die Bremsen des Autos durch. Als dann aber doch Daniel und sein Vater in dem Auto fahren, erleiden sie einen Unfall; Glennis hat wiederum auf seinem Fahrrad ein Unfall, weil er von einem Auto angefahren wird. Nachdem Will Katerina in ihrem Haus eine Aufnahme, wie Daniel von seinem Plan, den Krebs vorzutäuschen, erzählt, vorspielt, schlägt sie ihn mit einem Bügeleisen nieder.                                                                           |                                          |                                              |                       |                                       |
| 5 | Constable Polly                          | Constable Polly                              | 9. Aug. 2018          | 23. Nov. 2018                         |
| Diese Episode setzt in der Handlung nach Episode 1.06 ein. Officer Hayward wird vom Fall abgezogen und beurlaubt, beschließt aber, privat weiterzuermitteln, um zu beweisen, dass Daniel und Glennis mit Ashs Tod zu tun hatten. Dafür beschattet er die beiden und verkleidet sich als Frau. Nachdem er glaubt, dass sie in einen Drogenring verwickelt sind, fährt er den fahrradfahrenden Glennis mit seinem Auto an, der daraufhin in Wests Garten landet. Hayward lädt die Aufnahmen von Glennis’ Helmkamera herunter(, auf denen auch zu sehen ist, wie Katerina Wills Leiche aus dem Haus schafft), aber löscht versehentlich das Wesentliche. |                                          |                                              |                       |                                       |
| 6 | Meine zwei Väter                         | My Two Dads                                  | 9. Aug. 2018          | 23. Nov. 2018                         |
| Daniel und Glennis sind nach ihren Unfällen im selben Krankenhaus gelandet. Um das Land zu verlassen, braucht Daniel seine Tasche aus dem Auto seines Vaters, das sich bei der Polizei befindet. Da der Officer aber nur seinem Vater Zugang zu dem Auto gewähren will, gibt Glennis sich als dieser aus. Während Daniel seine Tasche holt, kommt Hayward dazu, der sich aber versteckt, als seine Chefin erscheint. Diese befragt Daniel zu Will und von Katerina und Linda, die bei ihr im Haus war, erfährt er, dass Will tot ist. |                                          |                                              |                       |                                       |
| 7 | Die Einsamkeit des Mittelstreckenläufers | The Loneliness of the Middle Distance Runner | 16. Aug. 2018         | 23. Nov. 2018                         |
| Daniel will langsam damit beginnen, sich als geheilt darzustellen, doch Katerina bittet ihn darum, seine Heilung noch geheimzuhalten, weil sie seine Krankheit für eine weitere Kampagne braucht. Sie und Linda nutzen einen Marathonlauf, bei dem die Firma mitmacht, um von Linda erdachte Charity-Armbänder zu verteilen. Dr. Glennis wird, während Hayward ihn beschattet, von maskierten Männern in einem Van entführt: Es sind Schergen von Shank, der sein Geld wiederhaben will, weil die Medikamente, die Daniel und Glennis ihm verkauft haben, Placebos waren. Glennis instruiert Daniel, das Geld aus seiner Wohnung zu holen. |                                          |                                              |                       |                                       |
| 8 | Operation Thunderbolt                    | Operation Thunderbolt                        | 16. Aug. 2018         | 23. Nov. 2018                         |
| Daniel holt das Geld in einer Tasche von Glennis’ Ehefrau, ohne von dieser ertappt zu werden, doch als er bei Shank ist, stellt sich heraus, dass er die Tasche mit einer gleichen voll Unterwäsche der Ehefrau vertauscht hat. Hayward, der undercover als Frau verkleidet bei Shank anklingelt, bekommt fast durch Glennis Drogen verabreicht, als die Polizei die Wohnung in einer Razzia stürmt. Daniel und Glennis können durchs Badezimmer entkommen, und zum Rennen zurückkehren. Vanessa, die auf Ashs Handy eindeutige Nachrichten von Becca gefunden hat, sagt Daniel, dass sie die Affäre herausgefunden hat, und will ihn verführen. Während er auf ihrer Couch schläft, erscheint Becca und erzählt Vanessa ihren Verdacht, dass Daniel Ash und Will umgebracht habe. |                                          |                                              |                       |                                       |

## Besetzung und Synchronisation
Die deutschsprachige Synchronisation entstand durch die RRP Media UG in Berlin nach Dialogbüchern von Benjamin Teichmann, Daniel Gärtner und Thomas Rock und der Dialogregie von Teichmann.
| Rolle                 | Beschreibung              | Darsteller             | Synchronsprecher          |
| --------------------- | ------------------------- | ---------------------- | ------------------------- |
| Daniel Glass          | Protagonist               | Rupert Grint           | Max Felder                |
| Dr. Iain Glennis      | Daniels neuer Arzt        | Nick Frost             | Olaf Reichmann            |
| Becca Palmerstone     | Daniels Lebensgefährtin   | Pippa Bennett-Warner   | Sonja Spuhl               |
| Ash Matthews          | Daniels bester Freund     | Tolu Ogunmefun         | Florian Clyde             |
| Vanessa Matthews      | Ashs Ehefrau              | Camilla Beeput         | Ilona Otto                |
| Will 5000             | Daniels Videospielpartner | Dustin Demri-Burns     | Daniel Gärtner            |
| Linda Zerafa          | Daniels Mitarbeiterin     | Marama Corlett         | Anja Nestler              |
| Michael               | Daniels Abteilungsleiter  | Karl Theobald          | Frank Röth                |
| Kenny West            | Daniels Boss              | Don Johnson            | Reent Reins               |
| Katerina West         | Kennys Tochter            | Lindsay Lohan          | Maria Koschny             |
| Officer Hayward       | Polizist                  | Daniel Rigby           | Jannik Endemann           |
| Claire Glass          | Daniels Mutter            | Matilda Thorpe         | Almut Zydra               |
| Gordon Glass          | Daniels Vater             | David Cann             | Axel Lutter               |
| Annette Glennis       | Iains Ehefrau             | Belinda Stewart-Wilson | Carmen Katt               |
| Dr. Sampson           | Iains Boss                | Miles Richardson       | Sebastian Christoph Jacob |
| Superintendent Henchy | Haywards Boss             | Alison King            | Sandrina Mittelstädt      |
| Julie Galchinski      | Krankenschwester          | Wanda Opalinska        | Anna Dramski              |
| Shank                 | Medikamentendealer        | Robert Daws            | Hans Hohlbein             |
| Athan                 | Fotograf                  | Nathan Dean Williams   | Martin Gleitze            |

## Hintergrund
Ende Mai 2016 bestellte Sky die von Nat Saunders and James Serafinowicz geschriebene Comedy-Serie Sick Note mit Rupert Grint und Nick Frost. Sie wurde von der Firma King Bert produziert und dem BAFTA-ausgezeichneten Regisseur Matt Lipsey gedreht. Bereits vor Ausstrahlung der ersten Staffel wurde die Serie im April 2017 um eine zweite verlängert und im Juni diese mit Lindsay Lohan in einer neuen Hauptrolle besetzt. Es ist ihre erste größere Serienrolle und markierte den Beginn einer Rückkehr ins Geschäft.
Im Vereinigten Königreich erschienen auf dem Sender Sky One die erste Staffel ab dem 7. November 2017 und die zweite ab dem 26. Juli 2018. International erschienen beide jeweils komplett am 23. November 2018 auf Netflix.

## Rezeption
Rupert Hawksley, der zwei von fünf Sternen vergibt, rezensierte für den Londoner Telegraph nach der ersten Episode, die Prämisse der Serie sei keine schlechte und enthalte viel komisches Potenzial, aber das Problem sei das Drehbuch, für das die Besetzung verschwendet sei: „Jedes Mal, wenn die Dinge beginnen, in Fahrt zu kommen, kracht ein aufschlagender großer Ziegelstein durch den Bildschirm in Form eines unklugen Einfalls oder erzwungenen Plot Points, und zerstört den Moment.“ Über die gesamte erste Staffel schreibt Greg Wheeler von Review Geek, der sie mit sieben von zehn Punkten bewertet, die Serie sei nicht für jeden, sondern für einen speziellen Markt ausgerichtet, was es schwer mache, den Humor an die Massen zu verkaufen. Den Humor beschreibt er als „köstlich dunkel, voll trockenem Witz und erbarmungslos.“ Wer ein Fan solchen Humors ist, könne mit der Serie nichts falsch machen.
Zur zweiten Staffel lobt Jack O’keefe für das amerikanische Frauenmagazin Bustle Lindsay Lohans Figur und Darstellung im Vergleich zu ihren frühen Filmrollen. Die Serienrolle erlaube ihr, andere komödiantische Muskeln auszustrecken, und anstatt als Filmhauptfigur bloß auf die absurden Dinge um sie herum zu reagieren, selbst absurd zu sein. Es sei eine willkommene Erinnerung, warum das Publikum sich ursprünglich in sie verliebt hätte: weil sie richtig witzig sei. Sick Note könne daher den Beginn einer „Lohanissance“ markieren. LaToya Ferguson für das amerikanische Magazin Paste rezensiert beide Staffeln zusammen negativ. Die Serie sei „wahnsinnig ungleichmäßig, und gar nicht so witzig, was angesichts des Talents vor und hinter der Kamera enttäuscht.“ In der von zwei Männern geschriebenen Serie sieht sie ein Frauenproblem, das auch Katerina zwar fast, aber nicht wirklich löst, denn alle Frauenrollen seien entweder Kratzbürsten oder Einfaltspinsel. Daniel und Glennis seien zwar auch keine Vordenker, aber dadurch, dass sie mit ihren Lügen immer in letzter Sekunde davonkommen, Antihelden. Daniel sei eine passive, faule Figur und Glennis einfach ein Idiot, während Daniel Rigby als Hayward den Focus von Grint und Frost nehme und die Show stehlen würde.
In Deutschland zeigt sich Kevin Hennings für DWDL.de enttäuscht vom für ihn fehlenden Humor „Während eine Sitcom normalerweise damit besticht, kurzweilig zu unterhalten und dafür zu sorgen, dass sich zwanzig Minuten gar nicht lange anfühlen, schafft es „Sick Note“ gerade einmal, den versuchten Witz erkennen zu lassen. Die Pointe ernüchtert aber immer wieder. […] Was gut geschrieben wirklich witzig rüber kommen könnte, wirkt in „Sick Note“ beinahe uneingeschränkt furchtbar. Die einst von Sky One produzierte Comedy lässt jedweden britischen Humor vermissen, ja schlicht jeden Humor. Was also übrig bleibt ist eine Hülle von Serie, die lediglich ein unangenehmes Gefühl von Anteilnahme versprüht.“ Oliver Armknecht von film-rezensionen.de bemängelt zwar die neben dem schwarzen Humor auch vorkommenden „belangloseren Albernheiten Witze, die eher im Kinderprogramm ihren Platz finden sollten,“ sowie das für eine Sitcom eher langsamere Tempo, aber sieht die erste Staffel insgesamt doch als „eine recht launige Angelegenheit, gerade auch weil die Darsteller ohne Rücksicht auf Verluste vorgehen,“ und vergibt sieben von zehn Punkten.